# Метод аналогів
Ме́тод ана́логів (англ. analog method) — метод довготривалих прогнозів погоди, в основі яких лежать висновки про майбутні атмосферні процеси і про майбутнє погоди за аналогією з такими, що раніше відбулися. При використанні цього методу за аксіому береться твердження: аналогічні умови породжують аналогічні наслідки. Ця частина методу є найуразливішою через те, що не можна провести достеменну аналогію між умовами атмосферних процесів, а найменші відхилення показників в початковому стані можуть викликати різні шляхи розвитку процесів. Також потрібно звертати увагу на досить короткі періоди між біфуркаційними станами атмосферної динаміки, що майже унеможливлює довготривалі прогнози, які мають цінність з практичної точки зору. Метод аналогів в метеорології потрібно використовувати досить обережно і лише як складову частину складніших методів.